# 迪特里希·布雷斯
迪特里希·布雷斯（英語：Dietrich Braess，1938年6月16日—）是一位德国数学家，波鴻魯爾大學数学学院教授，知名于布雷斯悖论。